# Katarina Bogdanović

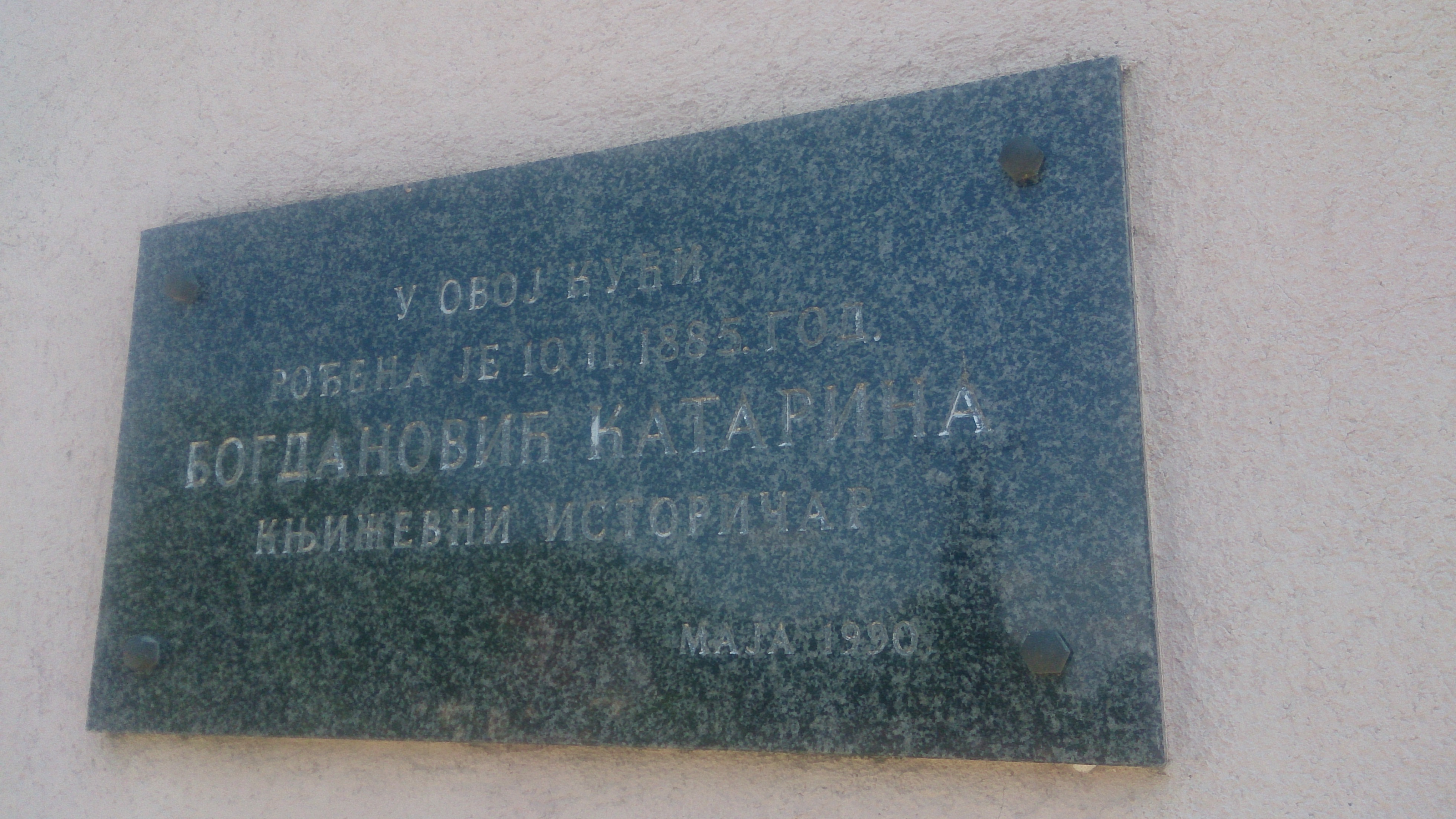
Gedenktafel am Geburtshaus von Katarina Bogdanović in Trpinja

Katarina Bogdanović (* 1. Februar 1885 in Trpinja; † 11. Januar 1969 in Kragujevac) war eine serbische Philosophin, Frauenrechtlerin und Journalistin.

## Biografie
Bogdanović wurde 1885 im Dorf Trpinja in der Nähe von Vukovar geboren. Sie studierte Philosophie und serbische Literatur und war die erste Frau, die an der Universität Belgrad ein Philosophie-Studium im Jahr 1910 abschloss. Danach besuchte sie Vorlesungen in Grenoble und Paris. 1913 kehrte sie nach Serbien zurück. In einer Schule unterrichtete 15 Jahre lang Philosophie und serbische Literatur, bis sie schließlich 1928 Direktorin eines Gymnasiums in Niš wurde. 1932 zog sie nach Kragujevac.
Während der deutschen Besetzung Serbiens wurde sie mehrmals verhaftet. Mit dem Kriegstagebuch, das sie bis zum Ende des Zweiten Weltkriegs führte, hinterließ sie ein Zeugnis über die deutsche Eroberung Jugoslawiens.
Katarina Bogdanović gilt als eine der herausragenden Feministinnen im damaligen Jugoslawien. Sie gehörte der 1919 gegründeten Frauenrechtsorganisation Društvo za prosvećivanje žene i zaštitu njenih prava (engl.: Society for Women's Enlightment and Protection of their rights) an. Sie war Gründerin und erste Herausgeberin der feministischen Zeitung Ženski pokret (Frauenbewegung), die für das Frauenwahlrecht eintrat und 18 Jahre lang erschien.
Ihre Arbeiten, Essays und Kritiken wurden in vielen Zeitschriften publiziert.

## Ehrungen
Eine Straße im Stadtteil Čukarica in Belgrad trägt ihren Namen: Katarine Bogdanović.

## Veröffentlichungen
- Katarina Bogdanović: Izabrani život. Dnevnici, eseji, studije i kritike (Ausgewähltes aus dem Leben. Tagebücher, Essays, Studien und Kritik); Sammlung, Redaktion und Vorwort Milan Nikolić. - Kragujevac : Književni klub (Literaturclub) „Katarina Bogdanović“: Nationalbibliothek „Vuk Karadžić“ Bojnik, 1986.